# 平賀岑吾
平賀 岑吾（ひらが しんご、1939年8月19日 - ）は、日本の地方公務員、技術系公務員。札幌市水道局水道技術管理者、同局長、札幌市水道事業管理者。

## 経歴
1962年(昭和37年) 4月、札幌市水道局入庁。1969年4月、同局拡張部計画課設計係長。1975年11月、同部白川浄水場長。1977年
4月、同部工事課長。1983年6月、同部副参事。1984年5月、同部施設次長。1987年6月、同局給水部長。1990年 (平成2年) 8月、札幌市と姉妹都市である瀋陽市に札幌市水道局代表団長として訪問。同市の水道事業の現況を視察するとともに、技術交流を協議。
1991年6月、同市建設局長。1992年、札幌市下水道資源公社副理事長。同年10月、日本水道協会
会長表彰特別賞受賞。1995年6月、札幌市水道事業管理者・水道局長・水道技術管理者。1998年3月、退任。同年10月、水道関係功労者として厚生大臣表彰受賞。1999年10月、同協会会長表彰功労賞受賞。
札建工業株式会社代表取締役副社長。
2019年 (令和元年) 12月、日本水道協会名誉会員。